# كارلوس ادريانو دي سوزا كروز
كارلوس ادريانو دي سوزا كروز (28 سبتمبر 1987 في البرازيل - ) هو لاعب كرة قدم كوريا الجنوبية وبرازيلي في مركز الهجوم. لعب مع أتلتيكو غويانيينسي ونادي أمريكا ونادي بالميراس ونادي باهيا ونادي داليان شيده ونادي سول ونادي سيارا ونادي فلومينينسي ودايجون هانا سيتزن.

## وصلات خارجية
- كارلوس ادريانو دي سوزا كروز على موقع دوري كوريا الجنوبية (الإنجليزية)
- كارلوس ادريانو دي سوزا كروز على موقع قاعدة بيانات كرة القدم.إي يو (الإنجليزية)
- كارلوس ادريانو دي سوزا كروز على موقع Soccerway.com (الإنجليزية)